# 鈴木昌道
鈴木 昌道（すずき まさみち（しょうどう）、1935年 -2016年）は、日本の造園家、書家、ランドスケープアーキテクト、墨象家。栃木県生まれ。

## 経歴
1960年、千葉大学園芸学部を卒業後、東京工業大学工学部建築学科清家清研究室を経て1961年に東京オリンピック大会組織委員会に入会。1964年、芦原義信の建築設計事務所に入所し、芦原作品の外部空間設計をサポート。その後独立。1974年鈴木昌道研究所設立。以降、栃木県まちづくりアドバイザーも歴任。
1970年、日本工業大学建築学科 非常勤講師（～1985年）1982年、千葉大学造園学科 非常勤講師（～1989年）1993年、東京芸術大学美術学部非常勤講師。
1989年、ハーバード大学にて講演。
1992年、国際現代庭園フェスティバル（仏）にて講演。
1993年、国際現代庭園フェスティバル（仏）に招待出展。
1994年、岡山操車場跡地公園公開設計コンペ 入賞
1997年、第34回IFLA（世界造園家会議）ブエノスアイレス･アルゼンチン世界大会に招待され基調講演。
2001年、東京芸大美術館「デザインの風」展 招待出展。
2002年、鈴木昌道「ランドスケープと水墨」展（銀座三越）実施。
受賞歴は、1981年に「庭園の構成原理の研究に基づく一連の造園作品」で日本造園学会賞受賞。
他建設省営繕設計コンクール建設大臣賞、1988年社団法人日本公園緑地協会 都市公園コンクール「建設事務次官賞」受賞（清瀬金山緑地公園）、1994年、大阪府 第5回 大阪施設緑化賞（みどりの景観賞）優秀賞、
2006年第28回日本公園緑地協会北村賞受賞（日本公園緑地協会創立70周年記念表彰）など。

## 主な作品
- 資生堂本社ビル（東京都、1972年）[4]
- KPIタウン家族寮・クラブハウス庭園（千葉県市原市）
- マツヤサロン杉並会館庭園(東京都、1974)、杉並会館中庭(東京都、1981)
- カスケードの中庭（神奈川県）
- 大野原医院庭園（埼玉県秩父市）
- 三井不動産パークコート三田綱町（東京都港区）
- 下宿地域区民センター市立体育館造園（東京都清瀬市）
- 芝増上寺境内造園および室内造園(東京都、1976)
- 斉藤邸茶室(神奈川県鎌倉市、1976)
- 小林邸庭園(東京都足立区、1976)
- 西山邸庭園(埼玉県与野市、1976)
- 柴田邸庭園(埼玉県さいたま市、1976)
- 蟻田邸庭園(神奈川県鎌倉市、1976)
- 朝霞市民会館ゆめぱれす造園(外構・壁面構成、埼玉県朝霞市、1977）
- 佐渡朱鷺の郷懐古園(新潟県間野町、1977)
- 栃木県立大田原高等学校庭園(栃木県、1977)[5]
- パーフェクトリバティー教団東京会館庭園（東京都渋谷区、1977）
- 株式会社アマダ工場中庭(神奈川県厚木市、1978)
- 北村邸庭園(神奈川県川崎市、1978)
- 日本工業大学造園(埼玉県宮代市、1978)
- 駒込の庭(東京都豊島区、1978)
- 松庵の庭(東京都杉並区、1978)
- 本郷の庭(白河邸、東京都文京区、1978)
- 奥澤の庭(東京都、1979)
- 薬袋（みない）邸庭園（山梨県韮崎市、1979年）
- 高橋邸庭園（東京都世田谷区、1979年）
- 清瀬市立市民センター体育館周辺造園と運動公園(東京都、1979)
- 蕨公園(埼玉県、1980)
- 小金井の庭(東京都小金井市、1980)
- 史跡観音山古墳整備(群馬県高崎市、1980)
- 栃木県自治研修所植栽(栃木県、1980)
- 新津市斎場公園(新潟県新潟市秋葉区、1980)
- 宮口古墳公園(新潟県、1980)
- 甲府の庭(遠藤邸庭園、山梨県、1980)
- 修善寺総合会館中庭(神奈川県、1981)
- 成城の庭(中村邸、東京都世田谷区、1981)
- 秩父の庭(埼玉県、1981)
- 高井戸二丁目公園および児童館造園(東京都、1981)
- 韮崎の庭(山梨県、1981)
- 西那須野町東地区農民広場(栃木県、1981)
- 西那須野町南地区農民広場(栃木県、1981)
- 別所邸庭園(東京都小金井市、1981)
- 小金井の庭路地(東京都小金井市、1981)
- 黒羽町総合運動公園(栃木県、1981)
- 川島八幡団地街並み(埼玉県川越市、1981)
- 杉並区高井戸西2丁目公園・児童館造園(東京都杉並区)
- 井関邸庭園(東京都大田区、1982)
- 那須温泉旅館山楽・庭園と「爽林」露天風呂(栃木県那須町、1982)
- 那須温泉旅館山楽・茶屋ノ庭・北庭(栃木県那須町、1982)
- 那須温泉旅館山楽・エントランス
- 蕨市南町並木遊歩道(埼玉県、1982)
- 牧野邸庭園(神奈川県横浜市、1983)
- ホテル桂川大浴場(神奈川県、1983)
- 浄安寺参道と本道前造園(埼玉県岩槻市、1983)
- 箱根路開雲庭園「清韻」と「須弥山」(神奈川県、1983)
- 土門拳記念館植栽計画(秋田県酒田市、1983)
- 府中市四谷公園モニュメント(東京都、1983)
- 鈴木家墓地(埼玉県、1983)
- 高井戸の庭(東京都杉並区、1983)
- アクトシティ浜松駅北口駅前地下広場修景計画とモニュメント(静岡県、1984)[6]
- 鈴木邸庭園(埼玉県蓮田市、1984)
- 谷口邸庭園(東京都世田谷区、1984)
- 高輪の庭/邸宅玄関通用口(東京都、1984)
- 宇都宮市戸祭台団地街並み設計(栃木県、1984)
- 中村旅館中庭(香川県高松市、1985)
- 曳船文化センター屋上庭園(東京都、1985)
- 松山渦潮の庭(愛媛県、1985)
- 柳生ノ庄・庭園と露天風呂(神奈川県修善寺町、1985)
- 田園調布の庭(東京都、1985)
- 郡山の庭(福島県郡山市、1985)
- 御津町文化センター（現・たつの市御津文化センター）・造園と彫刻(兵庫県、1985)
- 井関邦三郎翁石碑(愛媛県、1985)
- 小谷邸庭園(栃木県、1985)
- 篠崎邸庭園(栃木県、1985)
- 下条邸庭園(栃木県、1985)
- 本郷の庭その2 (東京都文京区、1985)
- 相生の庭(兵庫県、1986)
- 日本勧業角丸証券中庭(千葉県船橋市、1986)
- 高松の庭(香川県高松市、1986)
- 宝仙寺庭園(東京都、1986)
- 三間邦泉庭(愛媛県三間町、1986)
- 赤堀歴史民俗資料館造園(群馬県赤堀町、1986)
- 佐久山の庭(栃木県大田原市、1986)
- 宝塚造形芸術大学キャンパス植栽(兵庫県、1986)
- 東京国立近代美術館フィルムセンター相模川分館植栽(神奈川県相模原市、1986)
- 清瀬金山緑地公園(受賞作品 東京都、1986)[7]
- 茨城の庭(茨城県守谷町、1987)
- 那須国際カントリークラブ・クラブハウス坪庭(栃木県、1987)
- 宇都宮の庭(栃木県、1987)
- FM香川プラザ(香川県高松市、1988)
- 日本社会事業大学キャンパス造園(東京都清瀬市、1988)
- シェラトン・グランデ・トウキョウベイホテル&タワーズ庭園空間(千葉県浦安市、1988)
  - シェラトン・グランデ・トウキョウベイホテル&タワーズ「星晨の庭」(1988)
  - シェラトン・グランデ・トウキョウベイホテル&タワーズ屋上庭園「流水紋の庭」(1988)
  - シェラトン・グランデ・トウキョウベイホテル&タワーズ「霞の庭」(1988)
  - シェラトン・グランデ・トウキョウベイホテル&タワーズモミュメンタルカスケード(1988)
  - シェラトン・グランデ・トウキョウベイホテル&タワーズ照明「AKARI」(1988)
- KSB住宅展示場国分寺町公園(香川県、1988)
- 京葉国際カントリークラブ庭園(千葉市、1988)
- 日本勧業角丸証券山中湖寮造園(山梨県、1988)
- 新川崎インテリジェントシティプラザ(神奈川県、1989)
- 三本松ロイヤルホテル庭園(香川県白鳥町、1989)
- 蓮田の庭(埼玉県、1989)
- 加藤邸庭園（東京都豊島区）
- 柴田邸庭園（埼玉県浦和市）
- 湯河原天理教会中庭(神奈川県、1989)
- 芭蕉の里広場・芭蕉の道(栃木県大田原市黒羽町、1989)
- 日星ハウス庭園(東京都渋谷区、1989)
- 小蓋宮ポケットパーク(茨城県古河市、1989)
- 横須賀の庭(神奈川県、1989)
- 古河歴史博物館 庭園 受賞作品（1989年）
- 古河歴史資料館「マクロスケープ'90」(茨城県古河市、1990)
- 矢板市長峰公園(栃木県矢板町、1990年～1991年)[8]
- センシティ 千葉新町再開発地区ランドスケープ（1990年～1993年）
  - 旧そごう千葉店別館オーロラモールジュンヌ館前彫刻「大地の華」
- 千葉県住宅団地基本構想造園（1990年）
- 日本信販大阪研修所庭園（1990年）
- ホテルニューオータニ・ガーデンボード（東京都千代田区、1990年）
- ラ･フォーレ蔵王造園（宮城県、1991年）
- 足利中央美術館広場基本設計（栃木県、1991年）
- 下蒲刈島ガーデン・アイランド弘願寺庭園基本計画（1991年）
- 加藤常太郎の墓（香川県、1991年）
- 兵庫県三日月町基本計画（1991年)
- グランドアベニュー･プラザホテルアトリウム庭園計画案（アメリカロサンゼルス市、1992年）
- 清瀬駅北口駅前広場（1992年～1995年）
- キッツゴルフクラブ・クラブハウス中庭（千葉県君津市、1992年）
- 会津芦ノ牧温泉丸峰観光ホテル曲水の庭「流月漂」庭園、露天風呂（福島県会津若松市、1992年）
- コモンシティ星田せせらぎ遊歩道（大阪府交野市、1992年）
- 豊洲ONビル・ビジネスパーク（1992年）
- JRドミトリー南浦和 中庭（1992年）
- ホテル初島クラブ庭園（静岡県熱海市、1993年）
- 危機の中のイマジネーション「列島」（国際現代庭園フェスティバル（仏）招待出展作品、1993年）
- コモンシティ星田ヴェルデコート・ヴェルデヒルズ（大阪府交野市）第5回みどりの景観賞（1994年度）受賞 国際現代庭園フェスティバル受賞作品（1993年）
- 川崎市国際交流センター（1994年）
- 海南省政府庁舎庭園基本設計（中国、1994年）
- 鹿沼市屋台のまち中央公園基本計画（栃木県、1994年）
- いきいきプラザ一番町（東京都千代田区、1995年）
- とちぎの森造園基本計画案（栃木県宇都宮市、1995年）
- 三春の里農業公園ランドスケープ基本設計（福島県三春町、1995年）
- 南牧村農業文化交流館ランドスケープ基本設計（長野県、1995年）
- 宝塚造形芸術大学造園基本計画案（兵庫県宝塚市、1995年）
- 古河市リバーサイド倶楽部周辺公園緑化構想（1995年）
- 多摩ニュータウン鑓水二丁目都民住宅造園実施工事監理（1995年）
- 清瀬大和田公園（1996年）
- 万葉ミュージアム造園計画コンペ案（1997年）
- 長峰公園（平成九年度分）（1997年）
- 両国駅北口区再開発（1997年）
- 藤和ライブタウン東久留米（1998年）
- 蒲郡海洋開発ラグナックスアイランド蒲郡景観計画(愛知県, 1998年）
- 茨城県庁西公園（1998年）
- 新潟市東総合スポーツセンター「躍動」（コンペ優勝作、1998年）
- 国際技能工芸大学コンペ案（1998年）
- 最上広域交流センター中庭「最上の森」（1998年）
- もみじ園新社屋庭園（1998年）
- 成田レディースクリニック中庭（1998年）
- 新潟市総合体育館モニュメント（1998年）
- 茨城県庁 東庭園（1999年）
- 茨城県庁舎ランドスケープ完成（1994年プロポーザル、1999年）
  - エントランス広場、メインアプローチ
  - 行政棟中庭
  - 池庭
  - サンクンガーデン
  - 県民広場
- ふぐ料理よかふく室内坪庭・オブジェ（1999年）
- 神戸西岡本町ランドスケープ（1999年）
- リシェ新横浜屋上庭園（2000年）
- グレイスガーデン多摩川外構造園（2000年）
- i-city 外構造園（2000年）
- 田島邸庭園（2000年）
- 矯正協会矯正会館外構造園（2000年）
- 品川区街区公園（2001年）
- 保養所ホテルかもめ荘 （2001年）
- リシェ新横浜アネックス（2002年）
- 騎西町立生涯学習施設アート（2003年）

## 著書
- 都市と緑と景観構成 槇書店 1981年
- 建築家のための造園の知識 鹿島出版会 1983年 ISBN 978-4-306-01074-1 （4-306-01074-0）
- 日経アーキテクチュア 1994年9月19日号(増刊/ランドスケープ94) no.501
- 現代空間の設計 - 庭と建築との融合 誠文堂新光社 1979 ISBN 9784416479155
- ランドスケープデザイン 〈風土・建築・造園〉の構成原理 彰国社 1978年 ISBN 978-4-395-00128-6 （4-395-00128-9）
- 造園の空間と構成―環境/建築とのかかわりあい 出版社: 誠文堂新光社 (1973)

### 典拠
- ランドスケープを創る人たち 発行：(株)プロセスアーキテクチュア [1994年11月]
- 庭 79 海と都市に広がる公園/文化財の庭にしひがし 人と作品 - 鈴木昌道の世界発行：建築資料研究社 [1981年]